# محمدآباد سرخوئیه
محمدآباد سرخونیه روستایی در دهستان خبر، بخش دهج، شهرستان شهربابک در استان کرمان است.